# Кромплево
Кромплево (пол. Krąplewo) — село в Польщі, у гміні Стеншев Познанського повіту Великопольського воєводства.
У 1975-1998 роках село належало до Познанського воєводства.